# Crapaud
Crapaud är en ort i Kanada.   Den ligger i provinsen Prince Edward Island, i den östra delen av landet, 900 km öster om huvudstaden Ottawa. Crapaud ligger 11 meter över havet och antalet invånare är 345.
Terrängen runt Crapaud är platt. Havet är nära Crapaud åt sydväst. Trakten är glest befolkad. Närmaste större samhälle är Borden-Carleton, 13,7 km väster om Crapaud. 